# Polední
Polední je přírodní památka jižně od vesnice Lštění, místní části obce Radhostice v okrese Prachatice. Důvodem ochrany jsou mokřadní louky se vzácnou květenou.

## Galerie

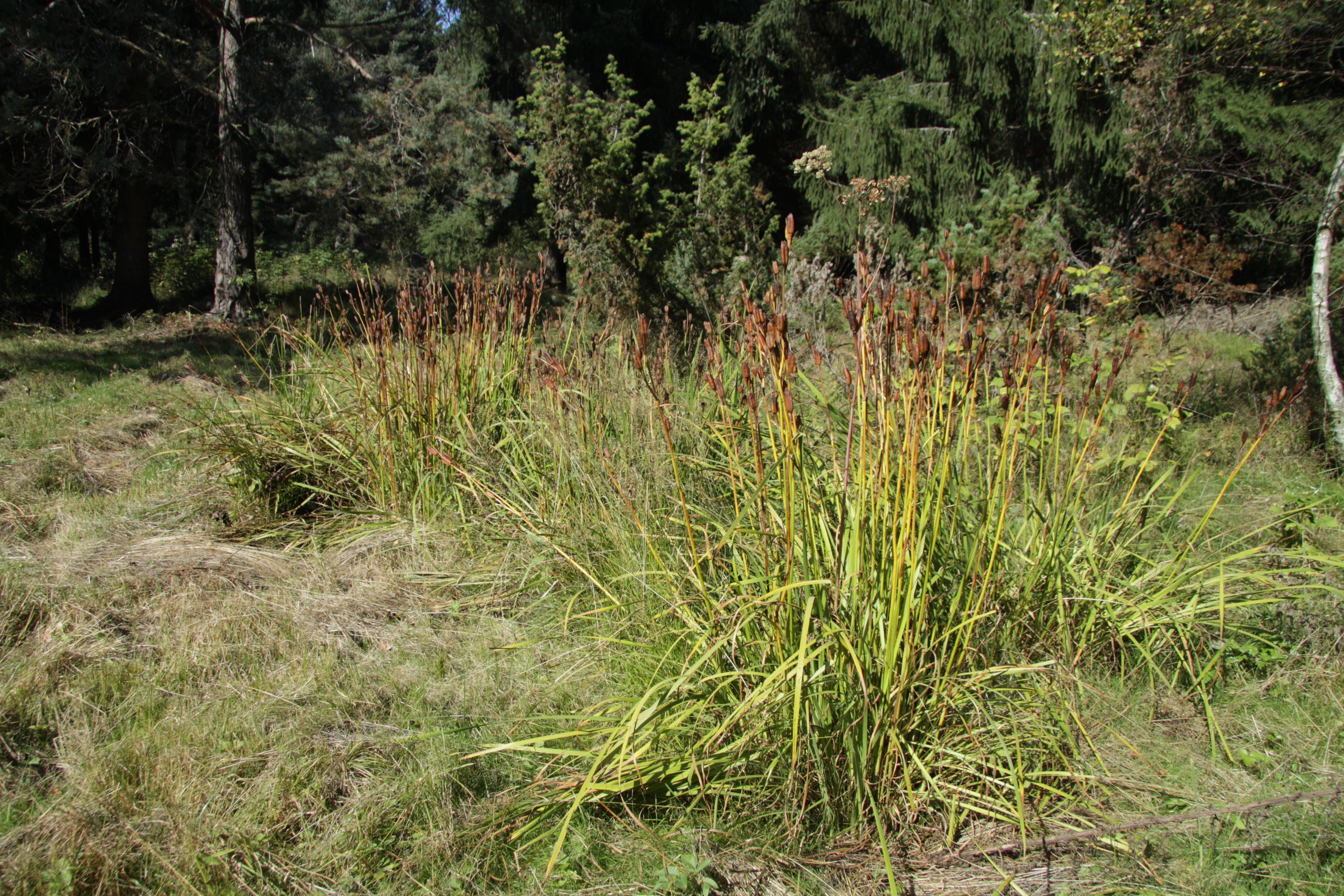
Tobolky se semeny kosatce sibiřského na lokalitě
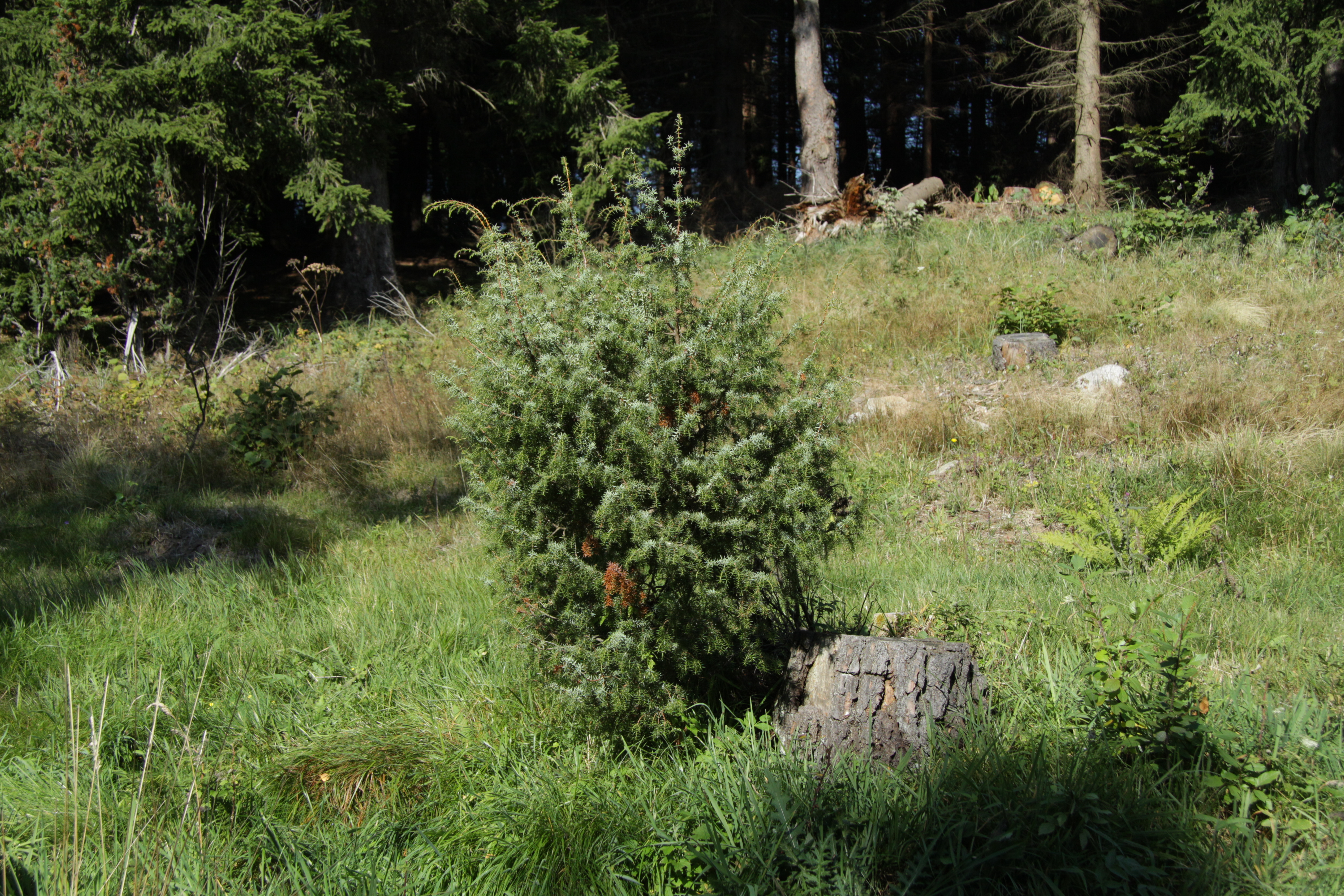
Jalovec obecný